# 第1回ジャパンボウル
第1回ジャパンボウルは1976年1月18日、国立競技場で行われたカレッジフットボールのオールスター東西対抗戦。NCAA1部の133校から選ばれた52人が参加した。メンバーの半数は、オールアメリカンに選ばれていた。
午後1時から行われた試合には、前年の日本ラグビーフットボール選手権大会を上回る68,000人の観衆が集まり、東京オリンピック以来の大観衆であった。オクラホマ大学のメンバーを中心とした西軍が27-18で勝利した。それまでの日本国内のアメリカンフットボールの試合での観客動員数はダラス・カウボーイズのボブ・ヘイズが来日した時の38,000人、日本人同士の試合では1974年1月のライスボウルの3万人であった。
NCAAが公認したアメリカ国外初の公式試合であった。

## 試合開催前の話題
アメリカンフットボールは、本来はコンビネーションのよさが要求されるが、オールスターが即席チームであることから、西軍ヘッドコーチのマイク・ホワイトカリフォルニア大学ヘッドコーチは、試合の最大の見所は個人技だと語った。また東軍ヘッドコーチのルー・ホルツノースカロライナ大学ヘッドコーチは、出場する全員がNFLドラフトで上位指名を受けると語った。選手では、全米ナンバーワンとなったオクラホマ大学のリー・ロイ・セルモン、デューイ・セルモンのセルモン兄弟、ジョー・ワシントン、走る重戦車のニックネームを持つカリフォルニア大学のチャック・マンシー、ノースカロライナ州立大学の双子WRドン・バッキー、QBデイブ・バッキー(Dave Buckey)が注目を集めた。
ハイズマン賞を受賞したオハイオ州立大学のタックル、アーチー・グリフィンは故障のため来日しなかった。最も大柄な選手はアイオワ州立大学のボブ・ボスで197cm、115 kg、最も小柄な選手はテンプル大学のキッカー、ドン・ビターリック(Don Bitterlich)で174cm、81kgであった。
来日した選手は1月13日に神奈川県のキャンプ座間で初練習を行った。
この年、プロ入りしなかった選手はわずか2人であった。
ハワイの高校時代にフットボール選手だった、大相撲の高見山大五郎が、本場所8日目を休場して試合観戦に訪れるのではないかという噂が立った。高見山本人は、見に行きたいがクビになると取材に答えた。高見山の師匠の高砂親方（元横綱前田山は本場所を休場して、日米野球を見に行き、引退勧告をされた。）。

## 試合経過
西軍は最初の攻撃で、ニューメキシコ大学のQBスティーブ・マイヤーからカリフォルニア大学のWRスティーブ・リベラへの45ヤードのロングパスなどで敵陣12ヤードまで迫り、100ヤードを9秒7で走るチャック・マンシーが 右のオフタックルを突いて先制TDをあげた。さらにミズーリ大学のヘンリー・マーシャルがマンシーとのリバースプレーでTDをあげた。
第2Qにはワシントンとマーシャルがリバースし、ボールを受けたUSCのアンソニー・デービスがマンシーへ50ヤードのロングパスを通した。
13-0とリードされた東軍は、イリノイ大学のロニー・ペリンが2ヤードを走ってTDを返した。
第4Qジョー・ワシントンは、豪快な突進で大きく前進した。
コロラド州立大学のキッカー、クラーク・ケンブル(Clark Kemble)は50ヤードを軽く蹴った。
東軍は反撃して、2点差まで迫ったが、試合終了直前に、メイヤーからマーシャルへ40ヤードのTDパスが成功し、西軍が27-18で勝利した。
なお、この試合には6人の日本人選手、日本大学の吉田・桐野、明治大学の井口、横越、日本体育大学の槙野、法政大学の金光が数プレーずつ出場した。

## テレビ放送
日本テレビで午後2時15分から放送された。